# フラー神学大学

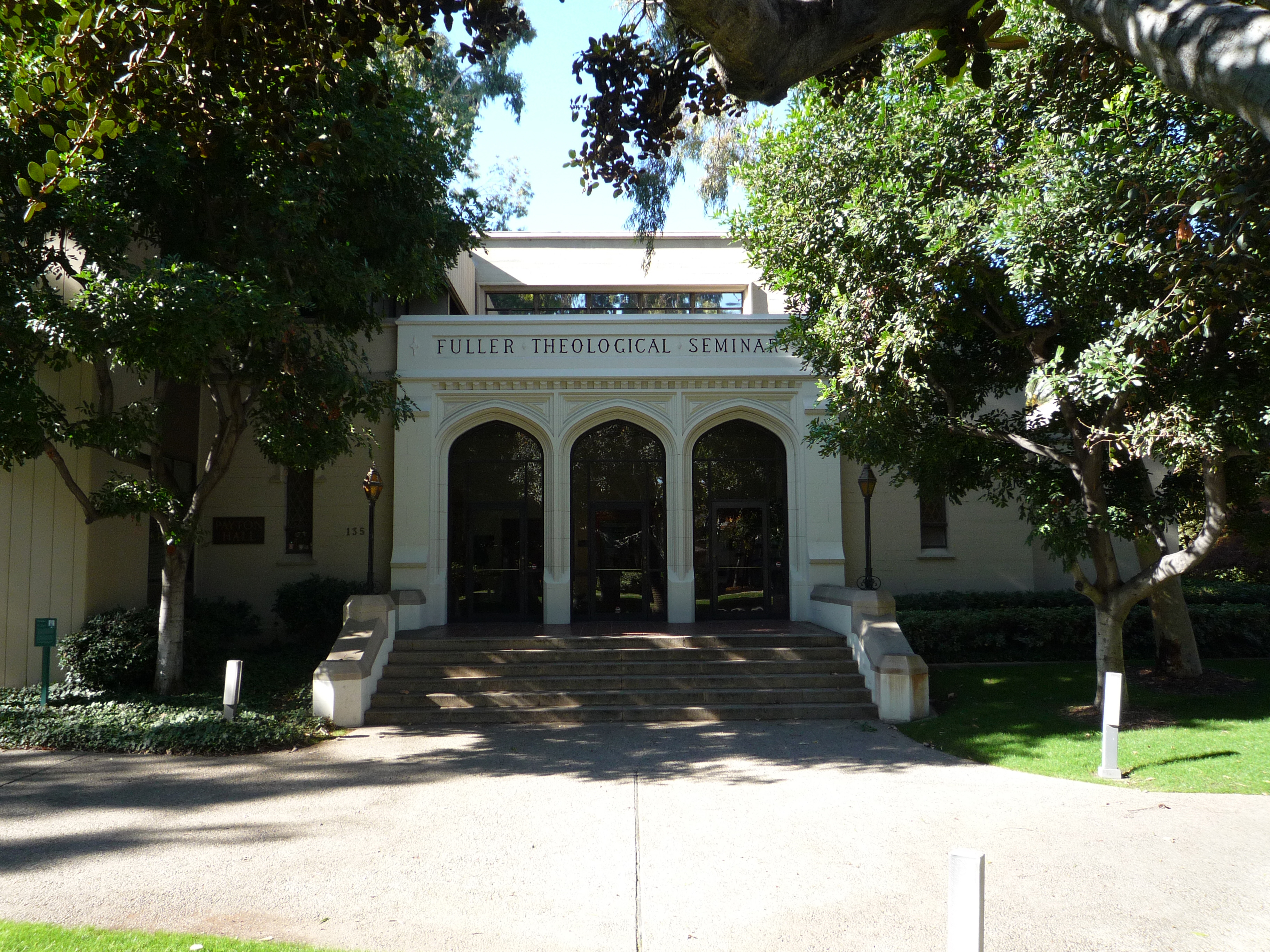

フラー神学大学院（フラーしんがくだいがくいん、Fuller Theological Seminary）は、アメリカ合衆国カリフォルニア州パサデナに位置し、世界で最大級の超教派的なプロテスタント系の神学大学院である。
学問的な厳しさ、民族、教派の多様性が有名であり、67以上の国の、108を越す教派から、4300人以上の学生が在籍している。3つの大学院（神学研究科、心理学研究科、国際文化学研究科）と種々の研究センターを有し、各研究科や研究センターが協同して13の学位を授与できる総合大学院的な教育を提供している。形の上では、今なお1972年改訂の福音的信仰箇条10条を堅持しているが、入学に当たってそれらの信仰箇条を厳密に学生に義務付けたり強制することはなく、ローマカトリック、正教会、新興の諸教派からの入学者に加え、非キリスト教徒の入学も許可している。ことに、高等神学研究所（CATS）等の高度な学位課程にはプロテスタント以外の聖職者が入学している。
歴史的には長老派系福音派の信仰基準を持ちつつも、フラー神学大学院は、保守的な福音主義者から神学的リベラルまで快く受け入れてきた。講師陣は、さまざまな背景にたつ多様な神学者によって成り立っている。教授陣も学生も、多様な意見をもち、神学的また時事的な問題について、激しい議論を交わすこともある。しかし、クリスチャンとしての結束はかたい。世界中のキリスト教教派からの、多彩な学生と教授陣は、フラー神学大学院の強みの一つである。

## 歴史
1947年、ラジオ伝道者チャールズ・フラー、パークストリート教会牧師ハロルド・オッケンガ、カール・H・ヘンリー、ハロルド・リンゼルによって創設された。それは、1920-40年代の非理性的で、社会から孤立していたファンダメンタリズムに対する神学的な改革のビジョンからはじまった。最初の講師たちには、神学的にも社会的にも保守的な理念にとどまる者もいたが、のちには1960年代から70年代にかけて進歩的福音主義という発展的な思想をもち、ヨーロッパ等で高度の教育を受けた神学者が加わるようになった経緯がある。総合大学院の様相を呈してはいるが、福音の学校という建学の精神を理事会が堅持しているため、教養学部等の学部課程を有する一般大学化への道は今のところ目指していない。

## 教授および元教授
- ハロルド・リンゼル 1913-1998年 創立者。初期の教授の一人。副学長を務める。クリスチャニティ・トゥディの編集長。
- ハロルド・オッケンガ 1905-1985年 創立者。初代学長を務める。新福音主義の命名者。
- エドワード・J・カーネル 1919-1967年 『キリスト教弁護論入門』と、『キリスト教哲学』の作者。1954年から1959年まで、神学大学の学長として勤めた。
- ピーター・ワグナー (Ph.D.) 1930-2016年 世界宣教学部教授。聖霊の第三の波の指導者。
- チャールズ・クラフト 1932年 - 言語学者、人類学者。聖霊の第三の波の指導者。
- リチャード・モウ 1940年 - 元学長（1993年 - 2013年）[2]。
- ミロスラブ・ヴォルフ 1956年-  エール大学教授。文化と信仰のためのエールセンター (Yale center) の監督。『拒否と抱擁』の著者。20世紀の最も影響を与えた宗教書のひとつとして挙げられた。彼は1991年から1998年まで教えた。
- ナンシー・マーフィー - 科学とクリスチャン神学に関する哲学者。彼女の作品は、宗教と科学で知られる。American Academy of Religionと、ジョン・テンプルトン基金から賞が与えられている。

## 著名な卒業生
- ロバート・グラント 1936- クリスチャン・ボイス協会の創立者。
- ジョン・パイパー 1946- ベツレヘム大学・神学校学長。
- アントニー・C・ユー 1938-2015 シカゴ大学教授。『西への旅行』の翻訳者。宗教と文学研究家。
- リック・ウォレン (D.Min.) 1954年- サドルバック教会の創設者・主任牧師であり、アメリカの出版の歴史で最も売れた本の『The Purpose Driven Life』日本語訳『人生を導く5つの目的―自分らしく生きるための40章』の著者[3]。2009年のオバマ大統領就任式で、開会の祈祷を務めた。
- ロブ・ベル (M.Div.) 1970-  マース・ヒル・バイブル教会の創立者。

## 日本の卒業生
- 羽鳥明[4] 1920-2017年 太平洋放送協会会長。ラジオ牧師。
- 大島末男 （1932－2011）東大在学中に回心。羽鳥明の紹介でフラー留学。シカゴ大学でPh.D.取得。バルト研究者として日本の大学で教鞭。
- 山口昇 1928年- 福音派の牧師、著作家、翻訳家。
- 斉藤孝志[5] 1935年- 東京聖書学院名誉教授、日本ホーリネス教団長谷集会牧師
- 岸義紘[4] 1941年- JTJ宣教神学校前学長
- 末松隆太郎 1949- 栄聖書教会牧師、聖書宣教会講師
- 倉沢正則[4] 1952年- 東京基督教大学第四代目学長
- 尾形守 (D.Miss.) 1953年- ピーター・ワグナー、チャールズ・クラフトに学び、日本に聖霊の第三の波を紹介した。
- 森田悦弘[6]  1955年 - 蛍池聖書教会 主任牧師
- 福田充男[7] 1956年- フラー神学大学大学院世界宣教スクール文脈化Ａｗａｒｄ受賞。ミッション・ストラテジスト。ＲＡＣネットワーク（文脈化研究会）代表、キリスト家族教会牧師、大阪キリスト教短期大学講師、アジア神学大学院日本校講師、日本福音主義神学会西部部会理事、ＪＴＪ宣教神学校理事、関西ミッションリサーチセンター理事
- 田頭真一（たがみしんいち）1958年- 牧師、社会医療法人葦の会オリブ山病院理事長、読谷バプテスト伝道所牧師
- 中道善次 1959年-　伊勢原教会主任牧師
- 松坂政広 1959年-　上野の森キリスト教会[8] 副牧師・教育主事、東京神学校博士課程教授
- 尾山清仁 1960年-　聖書キリスト教会・東京教会牧師
- 堀川寛 1960年-　三滝グリーンチャペル牧師[9]
- シュー土戸 ポール 青山学院副院長・大学宗教主任・文学部教授・学院宣教師
- 相原雄二[10]Mission Viejo christian church牧師
- 陳在赫(ジン・ジェヒョク)[11] 新潟地球村教会主任牧師 アメリカ・ゴールデンゲート・バプテスト神学大学院招聘教授
- 前原利夫[12] ゴスペルベンチャーインターナショナル教会牧師
- 鎌野善三[13] 西舞鶴教会牧師
- 中澤信幸 大野キリスト教会牧師
- アーサー・ラウザー 東京渋谷福音教会 教育牧師
- 須藤英幸 東京基督教大学 助教
- 浅野淳博(1997年卒) 関西学院大学教授、日本新約学会理事